# Mosquée de Gazi Mehmed Pacha
La mosquée de Gazi Mehmed Pacha (en albanais : Xhamia e Gazi Mehmed Pashës ; en serbe latin : Džamija Gazi Mehmed-paše), également connue sous le nom de mosquée Bajrakli, est une mosquée ottomane située dans la ville de Prizren, au Kosovo. Elle a été construite au XVIe siècle. Elle est inscrite sur la liste des monuments culturels de l'Académie serbe des sciences et des arts et sur celle des monuments culturels du Kosovo.
Le surnom de la mosquée, « Bajrakli », vient du mot turc « bayrak » qui signifie « le drapeau » et rappelle l'étendard que l'on hissait sur cette mosquée à l'heure de la prière et qui en donnait le signal dans tous les lieux de culte musulmans de la ville.

## Présentation

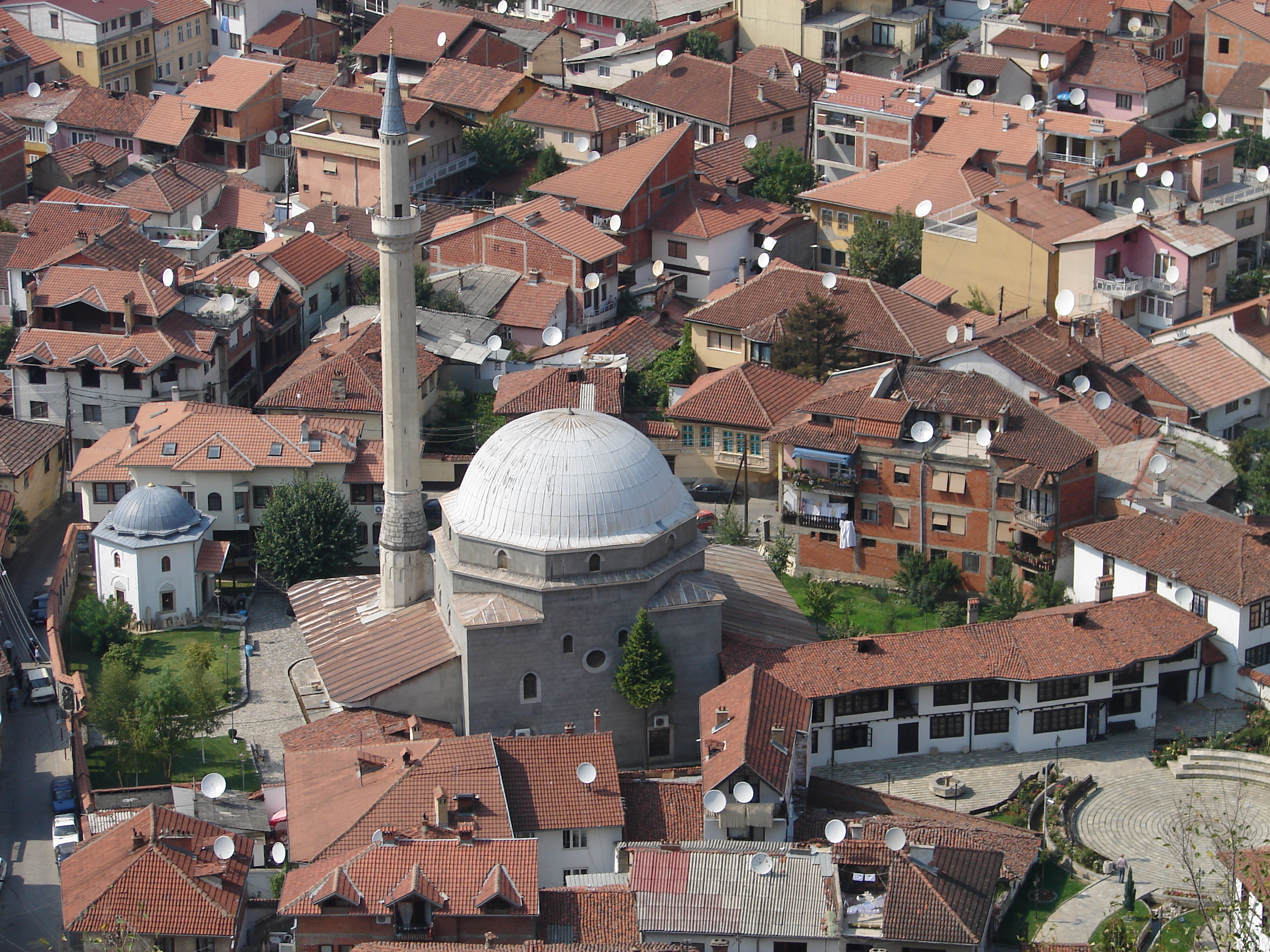
Vue aérienne

La mosquée de Gazi Mehmed Pacha, située au sud-est de la ville, constitue la plus grande mosquée de Prizren. Elle forme un vaste ensemble avec d'autres constructions réalisées par Mehmed Pacha entre 1563 et 1574, notamment un turbe (mausolée), une médersa, une bibliothèque et un hammam. L'ensemble est considéré comme caractéristique de l'héritage architectural de la période ottomane.
En plus de sa valeur architecturale, la mosquée et son ensemble revêtent une importance historique particulière dans la mesure où s'y est réunie l'assemblée de la Ligue de Prizren, qui, après le démembrement des terres albanaises par le traité de Berlin (1878), se donna comme but la réunification de tous les territoires albanais en un seul État. Dans les années 1970, une partie de l'ensemble devint le Musée de la Ligue de Prizren.

## Mosquée et turbe

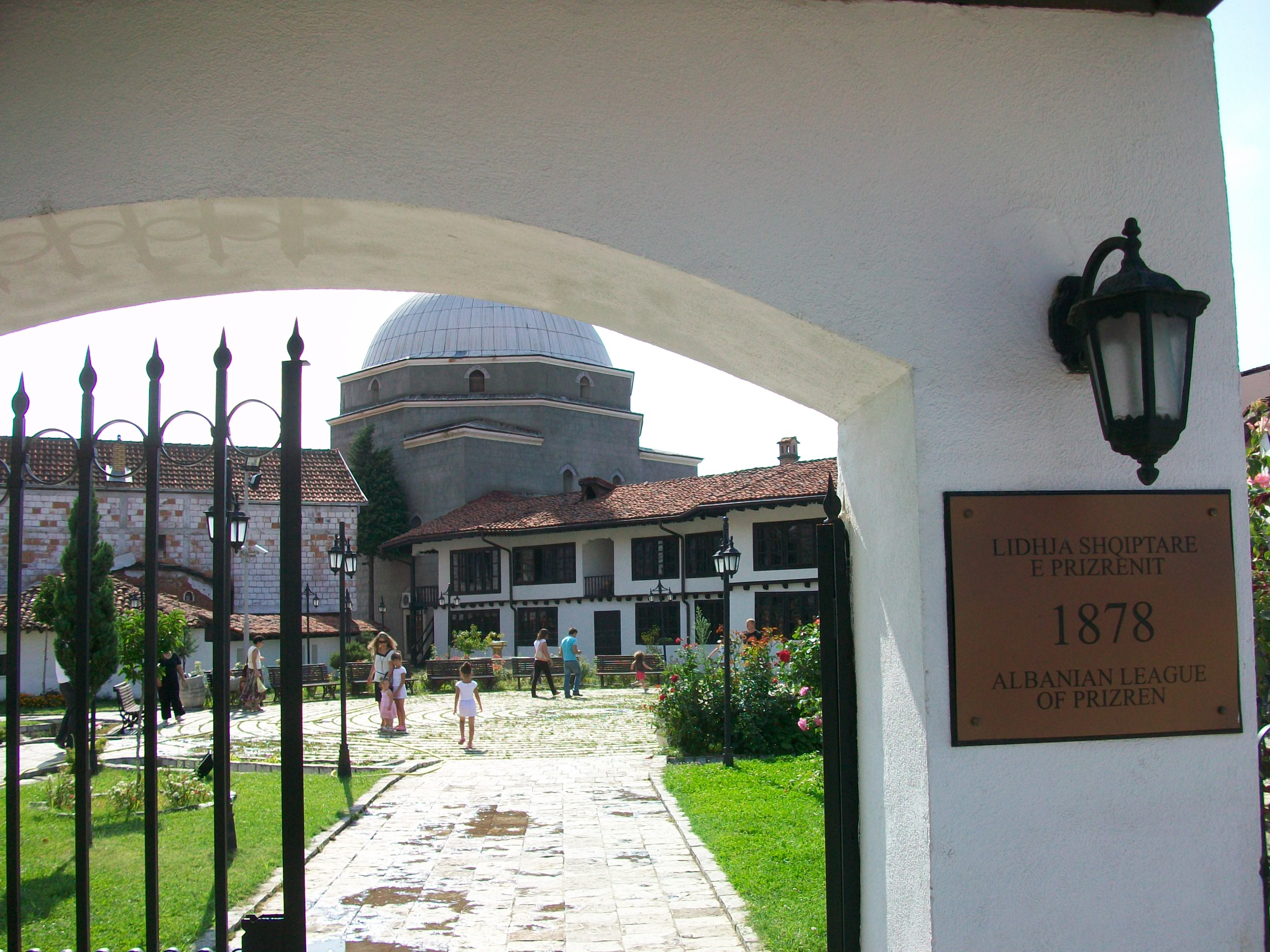
L'ensemble de la mosquée de Gazi Mehmed Pacha

La mosquée se trouve dans une cour comportant neuf fontaines d'eau froide. Le bâtiment est de forme carrée avec une galerie ouverte en bois supportée par de fines colonnes et courant sur trois côtés. Les murs extérieurs, construits en pierre, sont peints en blanc, avec un décor de brindilles et de médaillons dominé par la couleur bleue. Le toit est recouvert de plaques et de feuilles de plomb.
L'intérieur constitue un cube de vaste dimension. Le mihrab et le minbar sont en marbre blanc et le mahfil est en bois décoré.
Mehmed Pacha a également fait construire le mausolée qui se trouve dans la cour de la mosquée ; en revanche, mort en Pannonie, quelque part dans l'actuelle Hongrie, il n'y est pas enterré.
La mosquée a été plusieurs fois restaurée, notamment de 1994 à 1996 quand l'intérieur a été complètement repeint.

## Médersa et bibliothèque
La médersa de Mehmed Pacha, vraisemblablement construite en même temps que la mosquée, est la plus ancienne de la ville. En plus des salles où les cours étaient dispensés, elle disposait également d'un internat. Elle a fonctionné jusqu'en 1947 et, depuis 1978, elle fait partie du complexe du Musée de la Ligue de Prizren.
La bibliothèque de Mehmed Pacha, elle aussi construite à l'époque de la mosquée, est située au sud de l'ensemble architectural. Elle est constituée d'un seul étage. Elle fait aujourd'hui partie du complexe muséographique de la Ligue de Prizren et n'est accessible que par le musée. Les livres et les manuscrits qu'elle abritait ont été transférés dans le mausolée de Mehmed Pacha, dans la cour de la mosquée.